# 4780 Polina
4780 Polina è un asteroide della fascia principale. Scoperto nel 1979, presenta un'orbita caratterizzata da un semiasse maggiore pari a 2,1703216 UA e da un'eccentricità di 0,0599449, inclinata di 4,67913° rispetto all'eclittica.